# Physoschistura elongata
Physoschistura elongata és una espècie de peix de la família dels balitòrids i de l'ordre dels cipriniformes.

## Morfologia
- Els mascles poden assolir 3,3 cm de longitud total.[6][7]

## Hàbitat
És un peix d'aigua dolça, bentopelàgic i de clima tropical, el qual viu en llacs grans amb substrat de grava.

## Distribució geogràfica
Es troba a Àsia: Meghalaya (l'Índia).

## Amenaces
És propens a les amenaces causades pels desastres naturals i els impactes antropogènics. De fet, el seu hàbitat està essent destruït per les activitats mineres i humanes.